# 鶴屋本舗
株式会社鶴屋本舗（つるやほんぽ）は、福岡県北九州市八幡東区に本社を置く企業。
『八幡饅頭』で知られた「株式会社鶴屋」（法人は資産管理会社として存続）が営んでいた製菓業を承継する目的で2021年に設立され、操業を開始した。設立にあたり、鶴屋旧社2代目社長の弟・原田昭を会長（取締役ではない）に迎え、彼がシュークリーム作りを得意としていたこともあり、看板塔など旧社時代の財産を活かしつつ店舗は現代に合わせたカフェスタイルも導入している。

## 沿革
- 1930年 - 千鳥屋グループの実質的祖・原田政雄の実弟・三郎が実家から独立、福岡県八幡市（現・北九州市八幡東区）で「鶴屋」を開店。『八幡饅頭』の製造・販売を始める。
- 2014年2月28日 - 鶴屋が業績不振のため閉店、製菓業から撤退。
- 2021年
  - 8月3日 - 株式会社鶴屋本舗設立、事業承継成立。
  - 9月1日 - 改装した旧本店にコーヒー専門店「鶴屋珈琲」を開店。
  - 10月16日 - 『八幡饅頭』、7年8か月ぶりに販売再開。

## 店舗
鶴屋本店
- 所在地：〒805-0019 北九州市八幡東区中央2丁目18-8
- 営業時間：10:00 - 17:00
- 定休日：無休

RITZ-Coffee（リッツコーヒー）
- 所在地：〒808-0135 福岡県北九州市若松区ひびきの2-1 北九州学術研究都市産学連携センター1階
- 営業時間：10:00 - 17:00
- 定休日：土曜日、日曜日

## 商品
- 名菓八幡饅頭（1個）
- 名菓八幡饅頭（5個入袋）
- 名菓八幡饅頭（10個入袋）
- 名菓八幡饅頭（5個入箱）
- 名菓八幡饅頭（10個入箱）
- 名菓八幡饅頭（20個入箱）
- 小倉っ子（1個）
- 小倉っ子（6個入箱）
- 鶴屋カステラ
- 鶴屋カステラ（スライス）
- シュークリーム
- エクレア
- プリン
- 鶴屋珈琲（コーヒー豆）
  - 鶴屋ブレンド
  - キリマンジャロ
  - ブラジル
  - グァテマラ
  - モカ
  - マンデリン
- 鶴屋珈琲 ドリップバッグ
- 八幡珈琲